# آريين روبن
آريين روبن (بالهولندية: Arjen Robben) (مواليد 23 يناير 1984) هو لاعب كرة قدم هولندي سابق، كان يلعب في مركز الجناح. سبق وأن لعب لعدة أندية أوروبية أبرزها ريال مدريد، بايرن ميونخ وتشيلسي. معروف عن روبن مهارات عدّة، منها المراوغة والسرعة والقدرة على الاختراق والتسديد من مسافات بعيدة بدقة، خاصةً وهو يستعمل قدمه اليسرى من الجناح الأيمن، وكان روبن يُعتبر واحداً من أفضل اللاعبين في العالم،  أعلن اعتزاله كرة القدم رسمياً في 4 يوليو 2019، ثُم تراجع عن اعتزاله في 27 يونيو 2020 ووقع مع نادي غرونينغن لمدة موسم واحد.
بدأ روبن مسيرته الاحترافية عام 2000م وذلك مع نادي غرونينغن، بعد ذلك بعامين، انضم إلى نادي آيندهوفن، حيث أصبح أفضل لاعب شاب في هولندا وفاز بلقب الدوري الهولندي الممتاز. في الموسم التالي كانت الأندية الكبيرة في أوروبا تتبع روبن، وبعد مفاوضات مطولة، انضم إلى تشيلسي في عام 2004. تأخر مشاركة روبن مع تشيلسي لأول مرة بسبب الإصابة، لكن بعد عودة لياقته البدنية، ساعد تشيلسي بالفوز بلقبين متتاليين في الدوري الإنجليزي الممتاز، وحصل على جائزة أفضل لاعب في الدوري لشهر نوفمبر، 2005. بعد موسم ثالث في إنجلترا تخللته إصابة، انتقل روبن إلى ريال مدريد مقابل 35 مليون يورو.
في أغسطس 2009، انتقل روبن إلى بايرن ميونخ مقابل حوالي 25 مليون يورو. في أول موسم له في ميونخ، فاز بايرن بلقب الدوري، وكان هذا لقب روبن الخامس في الدوري في ثماني سنوات، وسجل روبن هدف الفوز في نهائي دوري أبطال أوروبا 2013، والذي تم اختياره ضمن تشكيلة الموسم في دوري الأبطال لهذا الموسم. كما شارك في نهائي كأس العالم 2010، الذي خسرته هولندا أمام إسبانيا. في عام 2014، تم اختياره في تشكيلة العام من الفيفا وتشكيلة العام من الاتحاد الأوروبي لكرة القدم، والمركز الرابع في جائزة الكرة الذهبية. في ألمانيا، حصل على 20 لقب، من ضمنها ثمانية ألقاب في الدوري الألماني وخمسة في كأس ألمانيا
شارك روبن في بطولات أمم أوروبا 2004 و2008 و2012، وفي بطولات كأس العالم 2006 و2010 و2014. في البطولة الأخيرة، فاز بجائزة الكرة البرونزية وتم اختياره ضمن تشكيلة البطولة. في عام 2014، جاء روبن في المرتبة الرابعة في قائمة أفضل 100 لاعب العالم من الغارديان.

## النشأة
وُلد روبن في بيدوم، وهي مدينة تابعة لمقاطعة خرونينغن، في شمال شرق هولندا. لعب كرة القدم منذ سن مبكرة، وأصبح مُعجب بأسلوب ويل كورفر. جعلت مهارة روبن في التحكم في الكرة وقدمه الفنية لاعباً قيّماً، وسرعان ما تم توقيعه من قِبل نادي غرونينغن الإقليمي. هنا طور أسلوبه المميز المتمثل في الدخول للعمق من الجهة اليمين والتسديد بقدمه اليسرى ليسجل بعض الأهداف المذهلة للغاية.

## مسيرته الكروية

### غرونينغن
وضع نادي غرونينغن روبن في الفريق لهم لموسم 1999–2000. سجل ثلاثة أهداف في المباريات التي شارك بها في الدوري. أضاف المدرب جان فان ديك الجناح إلى الفريق الأول قبل مباراة غرونينغن خارج أرضه في نوفمبر 2000 ضد تفينتي أنشخيدة، لكنه لم يلعب حتى 3 ديسمبر 2000 ضد آر كي سي فالفيك كبديل عن ليوناردو سيلفا دوس سانتوس المصاب في الدقيقة 79. خلال فصل الشتاء، تمكن روبن من وضع مكان له في التشكيلة الأساسية. في 18 مباراة كأساسي مع غرونينغن خلال موسم 2000–01، سجل هدفين. حصل روبن على لقب أفضل لاعب في العام في أول موسم له مع النادي، ومع زميله في الفريق جوردي هوجستراتي، أظهروا قوة أكاديمية غرونينغن للشباب. بقي روبن مع غرونينغن وتحسن بشكل مطرد خلال موسم 2001–02، حيث لعب في 28 مباراة وسجل ستة أهداف. انتقل روبن إلى نادي آيندهوفن مقابل 3.9 مليون يورو قبل بداية موسم 2002–03.

### آيندهوفن
خلال أول موسم له مع ايندهوفن، موسم 2002–03، لعب روبن 33 مباراة وسجل 12 هدفا. تم اختياره «كأفضل لاعب في في آيندهوفن لهذا العام» إلى جانب المهاجم ماتيا كيجمان، الذي شكل معه شراكة هجومية لا يزال يشار إليها باعتزاز من قبل عشاق آيندهوفن باسم «باتمان وروبن». ساعد في قيادة ايندهوفن إلى لقبه الهولندي السابع عشر، وفاز بجائزة أفضل لاعب موهوب في العام. بعد هذه البداية الجيدة، لم يستطع آيندهوفن مواكبة منافسه أياكس واضطر إلى القتال في المركز الثاني في الدوري الهولندي الممتاز. سافر روبن إلى لندن والتقى مع مدرب مانشستر يونايتد السير أليكس فيرغسون. جاء عرض فيرغسون منخفضًا بدرجة كبيرة بالنسبة إلى آيندهوفن وروبن؛ صرح رئيس فريق آيندهوفن؛ هاري فان رايج قائلًا: بأن مانشستر يونايتد عرض 7 ملايين يورو. على الفور تقريبًا، قدم مالك نادي تشيلسي رومان أبراموفيتش 18 مليون يورو (12.1 مليون جنيه إسترليني)، وقبلت إدارة آيندهوفن العرض. كان بقية موسمه مع آيندهوفن محبطًا: فقد أصيب في أوتار الركبة مرتين وغاب عن عدة مباريات. بحلول نهاية الموسم، سجل روبن خمس أهداف في 23 مباراة في الدوري الهولندي.

### تشيلسي

#### موسم 2004–05

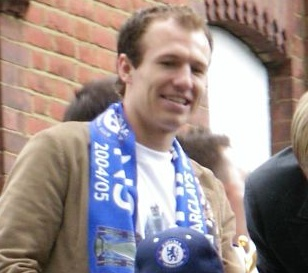
روبن يحتفل بالفوز في الدوري الإنجليزي الممتاز في موسم 2004–05

لم يقم روبن بأداءه مميز مع تشيلسي حتى نوفمبر 2004، حيث أصيب في مباراة ودية قبل الموسم ضد روما، وكسر عظمة مشط قدمه اليمنى في أحتكاك مع أوليفر داكورت. خلال هذا الوقت، قال أطباء النادي أنهم لاحظوا نمواً غير مألوف في إحدى خصيتيه. سرعان ما أجرى الفريق الطبي اختبارات للتحقق من سرطان الخصية، ولكن في وقت لاحق تأكدو من سلامته.
أثبت روبن أنه لاعب أساسي في موسم 2004–05؛ في نوفمبر 2004، حصل على جائزة أفضل لاعب في الدوري الممتاز لهذا الشهر. أنهى روبن موسم 2004–05 برصيد سبعة أهداف، وهو ثاني أعلى إجمالي احترافي له. وقد تم ترشيحه لجائزة أفضل لاعب شاب في إنجلترا، لكنه تفوق عليه واين روني من مانشستر يونايتد. أصيب روبن بإصابات بالغة في مباراة بالدوري الممتاز خارج أرضه أمام بلاكبيرن روفرز وأجبر على عدم المشاركة في نهائي كأس رابطة الأندية الإنجليزية المحترفة 2005، الذي فاز به تشيلسي. بعد عودة لياقة البدنية في موسم 2005–06، كان روبن جزءًا لا يتجزأ من الجناح الأيسر لتشيلسي. في 28 مباراة، ساهم روبن بستة أهداف حيث فاز تشيلسي ببطولة الدوري الإنجليزي الممتاز الثاني على التوالي، وهي أول لقبين متتالية لنادي من غرب لندن.

#### موسم 2006–07
تم اختيار روبن لاحقًا كرجل للمباراة في 23 ديسمبر 2006 ضد ويغان أتلتيك، وهي مباراة صنع فيها هدف الفوز.
تعرض روبن لإصابة أخرى في مباراة ضد ليفربول في 20 يناير 2007. عاد روبن في مباراة الفوز 3–0 على ميدلزبره في فبراير. دخل كبديل عن كلود ماكيليلي في نهائي كأس رابطة الأندية الإنجليزية المحترفة 2007 ضد أرسنال وقام بصناعة هدف الفوز لديدييه دروغبا. سجل روبن هدفا في الجولة الثانية من دوري أبطال أوروبا ضد بورتو، مما أدى إلى فوز تشيلسي في مجموع المباراتين 2–3. في نهاية مارس 2007، خضع روبن لعملية جراحية في الركبة بعد تعرضه لإصابة في الركبة لدى عودته من المشاركة الدولية وكان من المتوقع أن يُستبعد لمدة أربعة أسابيع على الأقل. لقد لعب فقط مباراتين مع تشيلسي، وكلاهما كان بديلاً وفي كلاهما أثبت أنه مفتاح اللعب للنادي. أول مشاركة له منذ عودته من الإصابة كان ضد ليفربول في مباراة الإياب لنصف نهائي دوري أبطال أوروبا والتي خسرها بركلات الترجيح. أضاع روبن ركلته؛ حيث تصدى على بيبي رينا، وخسر تشيلسي في النهاية.

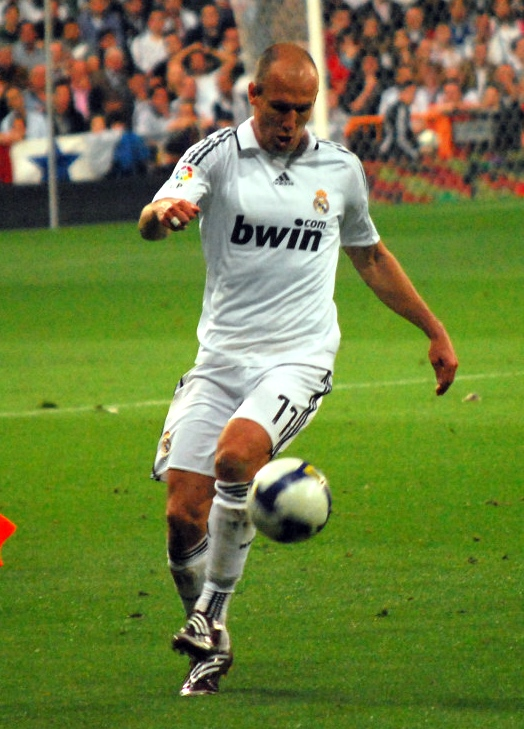
روبن يلعب مع ريال مدريد

جاء ظهور روبن الأخير مع النادي ضد مانشستر يونايتد في نهائي كأس الاتحاد الإنجليزي 2007. دخل روبن كبديل عن جو كول في الشوط الثاني، ولكن تم استبداله بعد ذلك بأشلي كول في الوقت الإضافي عندما خرج تشيلسي فائز. أبدى نادي ريال مدريد الإسباني اهتمامه بلاعبين تشيلسي. ثم قيل إن المدير الفني بيرند شوستر طلب مايكل بالاك، في حين أن رئيس ريال مدريد في ذلك الوقت رامون كالديرون كان معروفا أنه يفضل روبن. قال روبن لمراسلي صحيفة أس الإسبانية:«لا أعرف متى سيتم التوصل إلى اتفاق. أود إرسال رسالة إلى مشجعي مدريد، لكن لا يمكنني ذلك حتى يتم تحديد مستقبلي».
في النهاية حصل ريال مدريد على خدمات روبن في أغسطس 2007. وقال لموقع تشيلسي الرسمي على الإنترنت: «كان من الصعب المغادرة لأنني قضيت وقتًا ممتعًا في سنواتي الثلاث مع تشيلسي، ولقد كوّنت الكثير من الصداقات. لم يكن هناك وقت لأقول وداعًا لأن الصفقة أُغلقت يوم الأربعاء الساعة 10 في المساء وفي صباح اليوم التالي كان علي أن أطير لمدريد، وإذا كان لدي يوم عطلة، فأنا أريد أن أعود وأقول وداعًا للجماهير أنا مدين بالشكر الجزيل لأنهم كانوا دائمًا يدعمونني. في السنوات الثلاث التي قضيتها، فزت بجميع الألقاب التي يمكن الفوز بها في إنجلترا».

### ريال مدريد
أكمل روبن انتقاله إلى ريال مدريد في صفقة مدتها خمس سنوات في 22 أغسطس 2007، مع رسوم انتقال بلغت 24 مليون جنيه استرليني (35 مليون يورو). شارك لأول مرة في 18 سبتمبر كبديل راؤول خلال مباراة في دوري أبطال أوروبا ضد فيردر بريمن، والتي فاز فيها ريال مدريد 2–1. شارك لأول مرة في الدوري الإسباني في 23 سبتمبر، كبديل عن رويستون درينثي في مباراة التعادل 1–1 أمام بلد الوليد. [43] في 10 فبراير 2008، سجل روبن هدفه الأول في مباراة الفوز 7–0 على بلد الوليد. أثبت روبن أنه يستحق المكانة الأساسية في العديد من مباريات ريال مدريد، ما أصبح الاختيار الأول لمركز خط الوسط الأيسر، حيث لعب 28 مباراة خلال موسمه الأول وسجل خمسة أهداف. فاز ريال مدريد بلقب الدوري الإسباني وكان روبن في العديد من المباريات احتياطي. وكان أبطال إسبانيا رسمياً عندما لعبوا ضد غريمهم اللدود برشلونة في 7 مايو 2008. ووقف لاعبي برشلونة في ممر شرفي ليُحيّوا فريق ريال مدريد عند دخولهم لملعب سانتياغو برنابيو. ولعب روبن دورًا مهمًا في انتصار ريال مدريد اللاحق 4–1، وسجل الهدف الثاني برأسه.

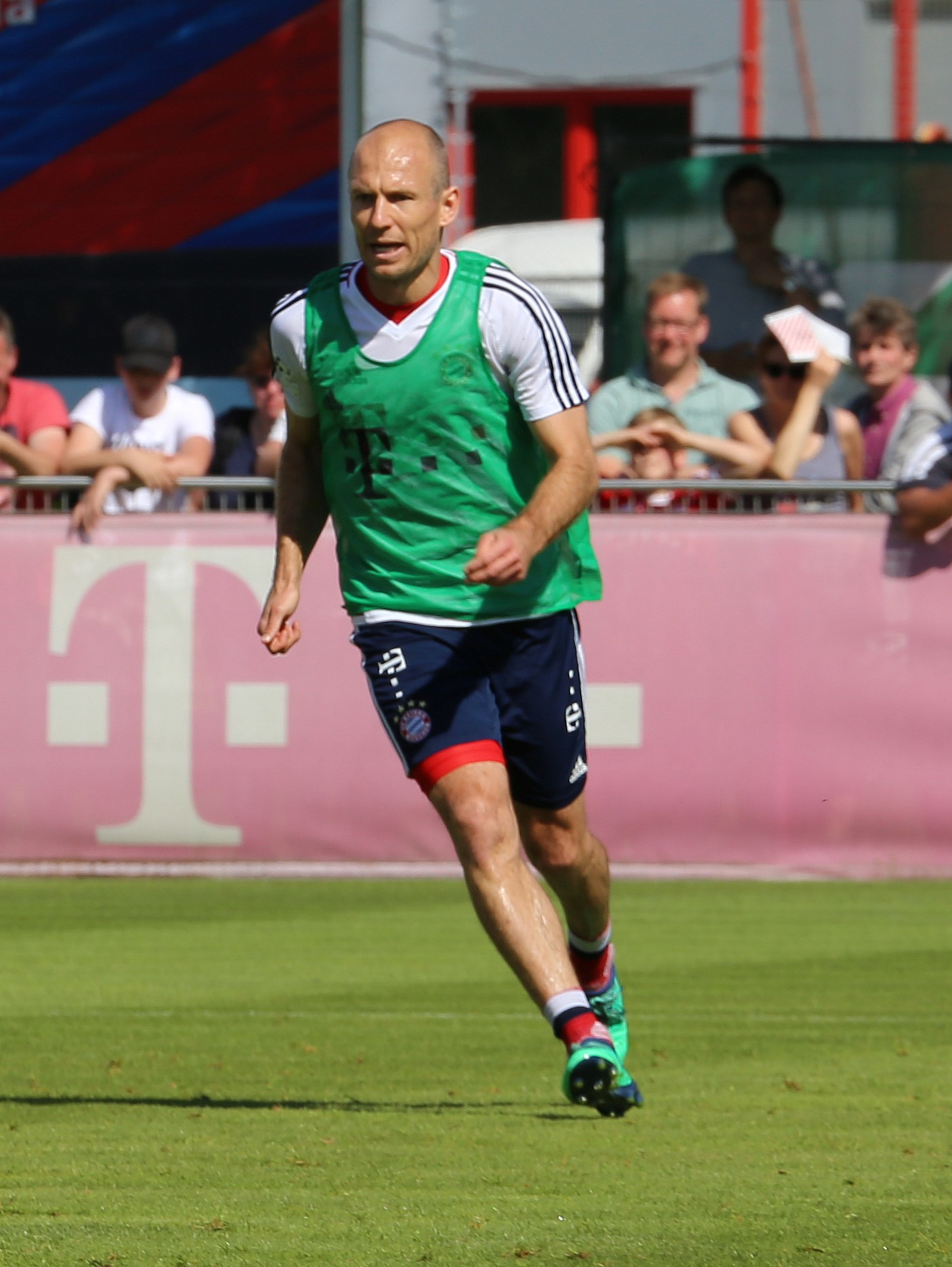
روبن يتمرن مع بايرن ميونخ في 2018

احتفظ روبن بدوره الرئيسي في خط وسط ريال مدريد خلال موسم 2008–09، حيث لعب 35 مرة وسجل 8 أهداف. على الرغم من أن الهولندي كان أحد أهم لاعبي النادي الإسباني في مباريات ما قبل موسم 2009–10، بعد أن سجل ثلاثة أهداف وصنع أربعة أهداف أخرى، إلا أنه كان من بين اللاعبين الذين أصبح مكانهم في الفريق الأول مهدد بعد وصول فلورنتينو بيريز والتعاقد مع كريستيانو رونالدو وكاكا. وافق ريال مدريد على عرض بقيمة 25 مليون يورو لروبن من بايرن ميونخ. صرح روبن أنه «أجبر» على مغادرة ريال مدريد، قائلا إنه «لم يُكن يريد المغادرة، لكن النادي أراد أن يبيعه».

### بايرن ميونخ
في 28 أغسطس 2009، انتقل روبن إلى بايرن ميونخ مقابل حوالي 25 مليون يورو. تم إعطاؤه القميص رقم 10، الذي كان يرتديه زميله الهولندي روي ماكاي.
شارك في مباراة البافاري بعد يومين ضد فولفسبورغ واستطاعه احراز هدفين بعد مساعده كبيرة من الفرنسي فرانك ريبيري في المباراة التي انتهت 3–0 للبافاري ليبدا اللاعب مشواره مع فريق من أفضل الفرق على المستوى الأوروبي وليبدا مشوار المجد نحو دوري أبطال أوروبا والدوري الألماني حيث صرح اللاعب بعد أن اتى إلى النادي البافاري صرح قائلاً: انا موجود هنا في بافاريا من اجل الألقاب. وفي نهائي دوري أبطال أوروبا 2013 سجل هدف الفوز ضد بوروسيا دورتموند في الدقيقة 89 ليحقق لقب دوري الأبطال للبايرن ويحصل على لقب رجل المباراة. وكان هذا النهائي الثالث له مع البافاري بعد أن كان وصيف للبطولة في عام 2010 و2012.
في 4 يوليو 2019، قرر روبن اعتزال من كرة القدم بعد 10 سنوات لا تنسى قضاها في بايرن ميونخ.

### غرونينغن
في 27 يونيو 2020، أعلن روبن عن عودته من الإعتزال، ووقع على عقد احترافي مع نادي غرونينغن وهو أول نادي لعب فيه بشكل احترافي.

## مسيرته الدولية
في أبريل 2003، لعب أول مباراة له مع هولندا في مباراة ودية ضد البرتغال وهو في سن الـ19.

### يورو 2004
جاءت مشاركة روبن الأولى في إحدى البطولات الدولية في بطولة أمم أوروبا 2004 عندما استدعى المدير الفني ديك أدفوكات اللاعبين الصغار، مثل ويسلي سنايدر وجون هيتينغا. خلال مرحلة المجموعات من البطولة، استبدل أدفوكات روبن في الدقيقة 66 ليدفاع عن نتيجة المباراة التي كانت لصالحة (1–2) أمام التشيك. ومع ذلك، سجل المنتخب التشيكي هدفين وفازوا بنتيجة 2–3، مما أدى إلى انتقاد قرار أدفوكات. في الدور ربع النهائي، سجل روبن الركلة الحاسمة في ركلات الترجيح بين هولندا والسويد، والتي ضمنت أنه في المحاولة الخامسة، فاز الهولنديون أخيرًا في التصفيات.

### كأس العالم 2006
لعب روبن في أول مباراة تصفيات له في تصفيات كأس العالم 2006 في عام 2006. في ست مباريات لهولندا، سجل روبن هدفين. تأهلت هولندا لنهائيات كأس العالم 2006 وفي المباراة الافتتاحية ضد صربيا والجبل الأسود، سجل روبن هدف الفوز في الدقيقة 18، وحصل على جائزة رجل المباراة. في مباراة ضد ساحل العاج، حصل روبن على هذه الجائزة للمرة الثانية، ليصبح بذلك واحداً من ثمانية لاعبين في البطولة فازوا بالجائزة أكثر من مرة.
خرجت هولندا في دور الستة عشر بعد الخسارة أمام البرتغال 1–0، في المباراة المشهورة باسم معركة نورمبيرغ.

### يورو 2008

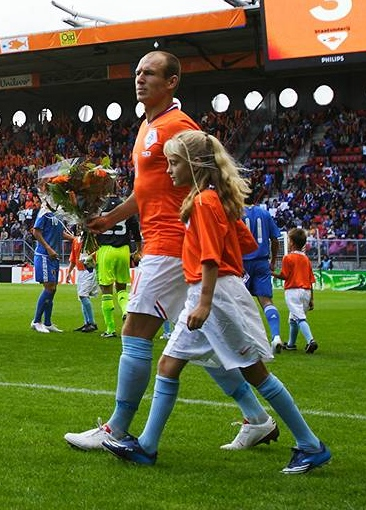
روبن في عام 2009 قبل مباراة ضد اليابان

خلال بطولة أمم أوروبا 2008، غيّر المدرب الهولندي الجديد ماركو فان باستن تشكيل الفريق إلى 4–2–3، مفضلاً ثلاثية لاعب الوسط رافاييل فان در فارت وويسلي سنايدر وديرك كويت، مع ترك روبن على الجناح الأيسر بالقرب من روبن فان بيرسي المهاجم. في مباراة المجموعة ضد فرنسا، التي فازت فيها هولندا 4–1، صنع روبن هدف هولندا الأول لفان بيرسي وسجل الثاني.
خرجت هولندا من دور ربع النهائي بعد الخسارة 3–1 أمام روسيا.

### كأس العالم 2010
تم اختيار روبن من قبل المدرب الفني الجديد للمنتخب الهولندي بيرت فان مارفيك ضمن الفريق المكون من 23 لاعب للمشاركة في كأس العالم 2010. في آخر مباراة ودية للفريق أمام المجر، قبل السفر إلى جنوب أفريقيا في 4 يونيو، سقط روبن بطريقة خاطئة وأصيب في اوتار الركبة، مما تسبب في قلقه بشأن جاهزيته للبطولة. في 5 يونيو، أعلن فان مارفيك أنه «قرر عدم استدعاء أي بديل عن أرين. وقال بأنه يريد أن يعطيه كل الفرص لمواصلة المشاركة في كأس العالم». في 12 يونيو، وصل روبن إلى جنوب أفريقيا للانضمام إلى الفريق. لقد كان بديلاً غير لم يشارك للمباراة الافتتاحية ضد الدنمارك حيث فازت هولندا 2–0، ومرة أخرى في الفوز 1–0 على اليابان. دخل كبديل في الدقيقة 73 ضد الكاميرون في مباراة الفوز 2–1، حيث تسبب بهدف الفوز بعد ان سدد كرة أرتطمت بالقائمة لتعود إلى كلاس يان هونتيلار الذي وضع الكرة في الشباك.
في 28 يونيو 2010، شارك روبن في كأساسي لأول مرة ضد سلوفاكيا حيث سجل أول أهدافه وفازت هولندا 2–1. كما حصل على جائزة رجل المباراة. سجل روبن هدفه منتخبه الثالث برأسه في دور نصف النهائي أمام الأوروغواي والتي فازت فيها هولندا 3–2 لتصل إلى النهائي. لعب روبن كامل النهائي حيث خسرت هولندا 1–0 أمام إسبانيا. أضاع روبن انفرادة لهولندا عندما تلقى تمريرة من ويسلي سنايدر في الدقيقة 62 من المباراة، لكن حارس إسبانيا إيكر كاسياس تصدى لها. تم ترشيح روبن لجائزة الكرة الذهبية في كأس العالم 2010، والتي تُمنح لأفضل لاعب في البطولة، والتي فاز بها دييغو فورلان لاحقًا.

### يورو 2012
تم اختيار روبن للعب مع هولندا في بطولة أمم أوروبا 2012. شارك كأساسي في المباراة الأولى في المجموعات، حيث خسروا أمام الدنمارك 1–0. في المباراة التالية، خسروا 1–2 أمام ألمانيا. بعد الخسارة 1–2 أمام البرتغال في المباراة الثالثة، خرجت هولندا بثلاث هزائم متتالية.

### كأس العالم 2014
في أول مباراة لهولندا في كأس العالم 2014، سجل روبن هدفين في مباراة الفوز 5–1 على إسبانيا. في مباراة المجموعات الثانية والتي فازت بها هولندا 3–2 على أستراليا، سجل روبن هدف الطواحين الافتتاحي عندما تأهلوا إلى مرحلة خروج المغلوب. في مباراة دور الستة عشر أمام المكسيك، فازت هولندا بتسجيلهم من بركلة جزاء بعد أن تسبب روبن بها بعد احتكاكه مع رافاييل ماركيز. قالت وكالة أسوشيتد برس إن سقوط روبن كان «مزيف». أكد روبن أن ضربة الجزاء كانت صحيحة، لكن اعترف بمبالغته في السقوط.
في ربع النهائي، سجل روبن ركلة هولندا الثانية في المباراة التي تغلبوا فيها على كوستاريكا 4–3 بركلات الترجيح. في 11 يوليو، تم اختيار روبن في القائمة المختصرة المكونة من عشرة لاعبين لجائزة الكرة الذهبية لأفضل لاعب في البطولة.
في 28 أغسطس 2015، تم تعيين روبن كقائد لهولندا، محل روبن فان بيرسي.

### كأس العالم 2018
في 10 أكتوبر 2017، أعتزل روبن دولياً بعد الفشل في التأهل إلى مونديال 2018 في روسيا.

## حياته الشخصية

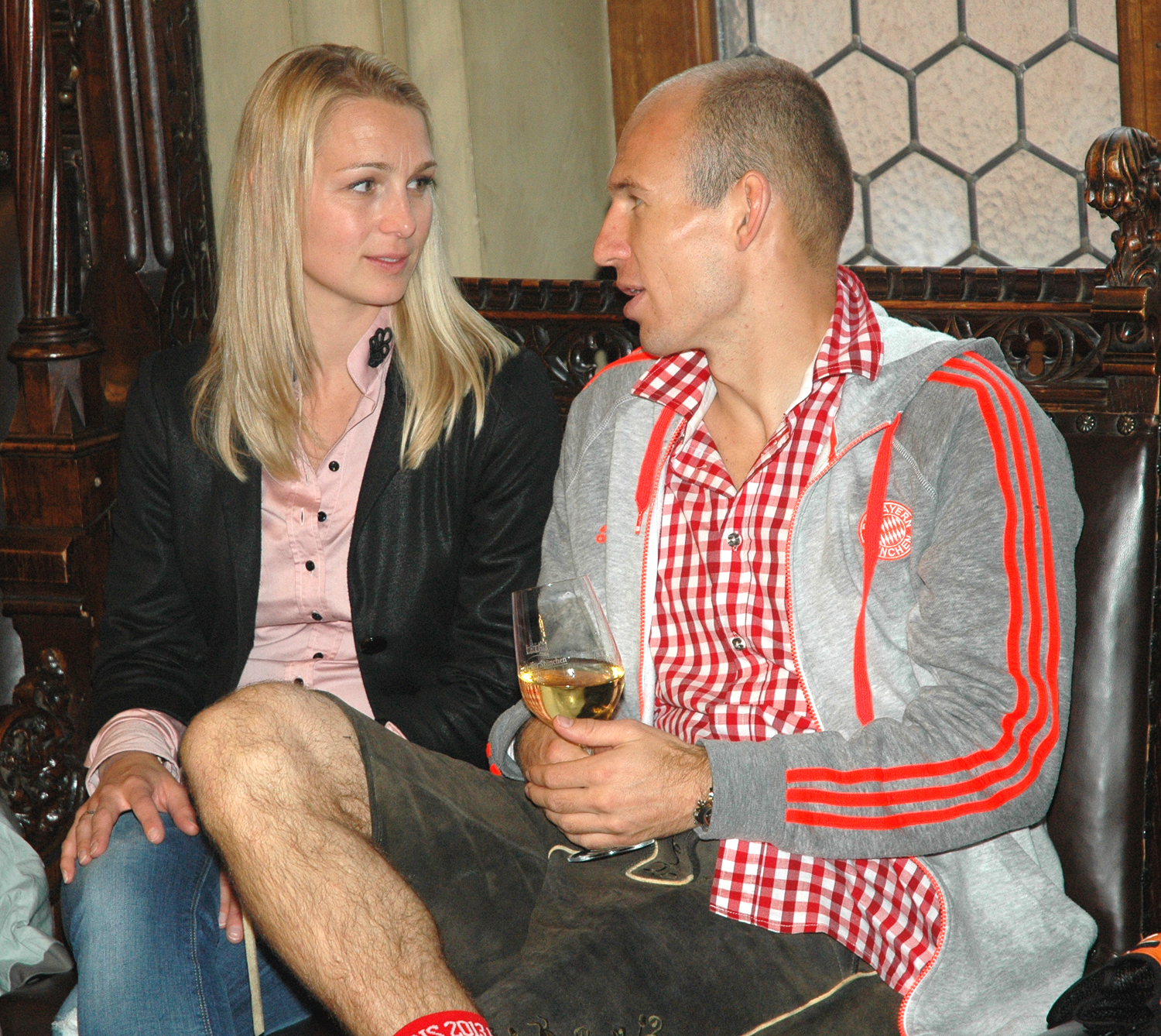
روبن مع زوجته برنادين في عام 2014

تزوج روبن من صديقته برنادين إيلرت في 9 يونيو 2007 في خرونينغن. التقى الاثنان أثناء وجودهما في المدرسة الثانوية في المدينة، في كاميرلينغ أونز، ولديهما ولدان، لوكا (من مواليد 2008) وكاي (من مواليد 2012) وابنة اسمها لين (مواليد 2010). يعمل والد روبن، هانز، وكيلًا له.

## الرعاية
روبن لديه صفقة رعاية مع شركة أديداس الألمانية للملابس والمعدات الرياضية. يظهر روبن في سلسلة ألعاب الفيديو "فيفا" التابعة لشركة إيه أي، وكان ثالث أعلى تصنيف في فيفا 15.

## الإحصائيات

### النادي
آخر تحديث 27 يونيو 2020.
| النادي      | الموسم   | الدوري           | الدوري | الدوري  | الكأس1 | الكأس1  | قاري2  | قاري2   | أخرى3  | أخرى3   | المجموع | المجموع | م.            |
| النادي      | الموسم   | الدرجة           | الظهور | الأهداف | الظهور | الأهداف | الظهور | الأهداف | الظهور | الأهداف | الظهور  | الأهداف | م.            |
| ----------- | -------- | ---------------- | ------ | ------- | ------ | ------- | ------ | ------- | ------ | ------- | ------- | ------- | ------------- |
| غرونينغن    | 2000–01  | الدوري الهولندي  | 18     | 2       | 0      | 0       | —      | —       | —      | —       | 18      | 2       | [ 71 ]        |
| غرونينغن    | 2001–02  | الدوري الهولندي  | 28     | 6       | 6      | 4       | —      | —       | —      | —       | 34      | 10      | [ 71 ]        |
| غرونينغن    | المجموع  | المجموع          | 46     | 8       | 6      | 4       | —      | —       | —      | —       | 52      | 12      | —             |
| آيندهوفن    | 2002–03  | الدوري الهولندي  | 33     | 12      | 3      | 0       | 4      | 1       | 1      | 0       | 41      | 13      | [ 71 ]        |
| آيندهوفن    | 2003–04  | الدوري الهولندي  | 23     | 6       | 2      | 0       | 8      | 2       | 1      | 1       | 34      | 9       | [ 71 ]        |
| آيندهوفن    | المجموع  | المجموع          | 56     | 18      | 5      | 0       | 12     | 3       | 2      | 1       | 75      | 22      | —             |
| تشيلسي      | 2004–05  | الدوري الإنجليزي | 18     | 7       | 2      | 0       | 5      | 1       | 4      | 1       | 29      | 9       | [ 71 ]        |
| تشيلسي      | 2005–06  | الدوري الإنجليزي | 28     | 6       | 4      | 1       | 6      | 0       | 2      | 0       | 40      | 7       | [ 71 ]        |
| تشيلسي      | 2006–07  | الدوري الإنجليزي | 21     | 2       | 4      | 0       | 7      | 1       | 4      | 0       | 36      | 3       | [ 71 ]        |
| تشيلسي      | المجموع  | المجموع          | 67     | 15      | 10     | 1       | 18     | 2       | 10     | 1       | 105     | 19      | —             |
| ريال مدريد  | 2007–08  | الدوري الإسباني  | 21     | 4       | 2      | 1       | 5      | 0       | 0      | 0       | 28      | 5       | [ 71 ]        |
| ريال مدريد  | 2008–09  | الدوري الإسباني  | 29     | 7       | 0      | 0       | 6      | 1       | 2      | 0       | 37      | 8       | [ 71 ]        |
| ريال مدريد  | المجموع  | المجموع          | 50     | 11      | 2      | 1       | 11     | 1       | 2      | 0       | 65      | 13      | —             |
| بايرن ميونخ | 2009–10  | الدوري الألماني  | 24     | 16      | 3      | 3       | 10     | 4       | —      | —       | 37      | 23      | [ 72 ]        |
| بايرن ميونخ | 2010–11  | الدوري الألماني  | 14     | 12      | 1      | 1       | 2      | 0       | 0      | 0       | 17      | 13      | [ 73 ]        |
| بايرن ميونخ | 2011–12  | الدوري الألماني  | 24     | 12      | 3      | 2       | 9      | 5       | —      | —       | 36      | 19      | [ 74 ]        |
| بايرن ميونخ | 2012–13  | الدوري الألماني  | 16     | 5       | 5      | 4       | 9      | 4       | 1      | 0       | 31      | 13      | [ 71 ] [ 75 ] |
| بايرن ميونخ | 2013–14  | الدوري الألماني  | 28     | 11      | 5      | 4       | 10     | 4       | 2      | 2       | 45      | 21      | [ 71 ] [ 76 ] |
| بايرن ميونخ | 2014–15  | الدوري الألماني  | 21     | 17      | 2      | 0       | 7      | 2       | 0      | 0       | 30      | 19      | [ 71 ] [ 77 ] |
| بايرن ميونخ | 2015–16  | الدوري الألماني  | 15     | 4       | 3      | 0       | 3      | 2       | 1      | 1       | 22      | 7       | [ 78 ] [ 79 ] |
| بايرن ميونخ | 2016–17  | الدوري الألماني  | 26     | 13      | 3      | 0       | 8      | 3       | 0      | 0       | 37      | 16      | [ 80 ]        |
| بايرن ميونخ | 2017–18  | الدوري الألماني  | 21     | 5       | 4      | 2       | 9      | 0       | 0      | 0       | 34      | 7       | [ 81 ]        |
| بايرن ميونخ | 2018–19  | الدوري الألماني  | 12     | 4       | 2      | 0       | 4      | 2       | 1      | 0       | 19      | 6       | [ 82 ]        |
| بايرن ميونخ | المجموع  | المجموع          | 201    | 99      | 32     | 16      | 71     | 26      | 5      | 3       | 309     | 144     | —             |
| الإجمالي    | الإجمالي | الإجمالي         | 420    | 151     | 55     | 22      | 112    | 32      | 19     | 5       | 606     | 210     | —             |

- 1.^تشمل كأس هولندا، كأس الاتحاد الإنجليزي، كأس ملك إسبانيا وكأس ألمانيا.
- 2.^تشمل دوري أبطال أوروبا والدوري الأوروبي.
- 3.^تشمل المباراة الفاصلة في الدوري الهولندي، كأس رابطة الأندية الإنجليزية المحترفة، درع الاتحاد الإنجليزي، كأس السوبر الإسباني، كأس السوبر الألماني، وكأس السوبر الأوروبي.

### المنتخب
| هولندا  | هولندا | هولندا  |
| العام   | الظهور | الأهداف |
| ------- | ------ | ------- |
| 2003    | 3      | 1       |
| 2004    | 8      | 2       |
| 2005    | 6      | 3       |
| 2006    | 10     | 2       |
| 2007    | 4      | 0       |
| 2008    | 6      | 2       |
| 2009    | 8      | 1       |
| 2010    | 7      | 4       |
| 2011    | 1      | 0       |
| 2012    | 10     | 2       |
| 2013    | 10     | 5       |
| 2014    | 13     | 6       |
| 2015    | 2      | 2       |
| 2016    | 1      | 1       |
| 2017    | 7      | 6       |
| المجموع | 96     | 37      |

المصدر:

## الإنجازات

### النادي
آيندهوفن
- الدوري الهولندي: 2002–03[84]
- كأس السوبر الهولندي: 2003[85]

 تشيلسي
- الدوري الإنجليزي الممتاز: 2004–05، 2005–06[86]
- كأس الاتحاد الإنجليزي: 2006–07[87]
- كأس رابطة الأندية الإنجليزية المحترفة: 2004–05، 2006–07[85]
- درع الاتحاد الإنجليزي: 2005[85]

 ريال مدريد
- الدوري الإسباني: 2007–08[84]
- كأس السوبر الإسباني: 2008[88]

 بايرن ميونخ
- الدوري الألماني: 2009–10، 2012–13، 2013–14، 2014–15، 2015–16، 2016–17، 2017–18، 2018–19[84]
- كأس ألمانيا:، 2009–10، 2012–13، 2013–14، 2015–16، 2018–19[84]
- كأس السوبر الألماني: 2010، 2012، 2016، 2017، 2018[89][90]

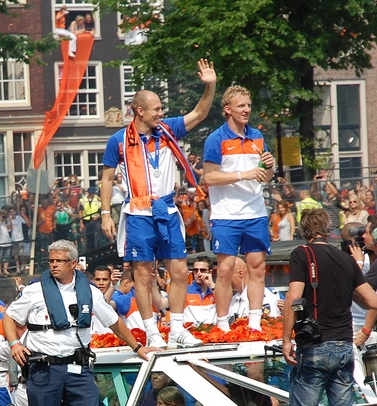
روبن مع مواطنه ديرك كويت بعد كأس العالم 2010

- دوري أبطال أوروبا: 2012–13[84]
- كأس السوبر الأوروبي: 2013[91]

### المنتخب
هولندا
- كأس العالم الوصيف: 2010[84]
- كأس العالم المركز الثالث: 2014[92]

### الفردية
- جائزة أفضل لاعب هولندي: 2002–03[93]
- لاعب الشهر في الدوري الإنجليزي الممتاز: نوفمبر 2004[94]
- تشكيلة العام في الدوري الإنجليزي: الدوري الإنجليزي الممتاز 2004–05[95]
- تشكيلة العام من وسائل الإعلام الرياضية الأوروبية: 2004–05،[96] 2009–10، 2014–15[97]
- جائزة برافو: 2005[98]
- هدف الشهر في ألمانيا: يناير 2010،[99] مارس 2010،[99] أبريل 2010،[99] فبراير 2013
- رجل العام من كيكر: 2010[100]
- لاعب العام في ألمانيا: 2010[101]
- جائزة أفضل لاعب في أوروبا: 2013 (المركز الرابع)، 2014 (المركز الثالث)[102]
- جائزة اليويفا لأفضل فريق: 2011، 2014[103]
- فريق الموسم في دوري أبطال أوروبا: 2013–14
- الكرة البرونزية في كأس العالم: 2014[104]
- فريق كل النجوم في كأس العالم: 2014[105]
- فيفبرو: 2014[106]
- فيفبرو الفريق الرابع: 2013،[107] 2015[108]
- كرة الفيفا الذهبية: المركز الرابع 2014[109]
- رياضي العام الهولندي: 2014[110]

## وصلات خارجية
- آريين روبن على موقع الاتحاد الدولي (مؤرشف)  (الإنجليزية)
- آريين روبن على موقع الاتحاد الأوربي (الإنجليزية)
- آريين روبن على موقع قاعدة بيانات كرة القدم.إي يو (الإنجليزية)
- آريين روبن على موقع بيانات كرة القدم. دي إي (الألمانية)
- آريين روبن على موقع ليكيب (الفرنسية)
- آريين روبن على موقع ناشيونال فوتبول تيمز (الإنجليزية)
- آريين روبن على موقع Soccerbase.com (لاعب) (الإنجليزية)
- آريين روبن على موقع Soccerway.com (الإنجليزية)
- آريين روبن على موقع عالم كرة القدم.نت (الإنجليزية)
- آريين روبن على موقع AS.com (الإسبانية)